# Peñablanca
Peñablanca é um município de  primeira classe de renda municipal (d) na província Cagayan, nas Filipinas. De acordo com o censo de 1 de maio  de  2020 possui uma população de 50 300 pessoas e 11 595 domicílios.